# 1747
1747 (MDCCXLVII) a fost un an obișnuit al calendarului gregorian, care a început într-o zi de sâmbătă.

## Arte, știință, literatură și filozofie
- Cofetarul genovez, Giovanni Battista Cabona, aflat la curtea Madridului, inventează pandișpanul.

## Nașteri
- 13 aprilie: Philippe Égalité, nobil francez, tatăl regelui  Louis-Philippe al Franței  (d. 1793)
- 5 mai: Leopold al II-lea, împărat roman (1790-1792), (d. 1792)
- 6 mai: George I, Prinț de Waldeck și Pyrmont (d. 1813)
- 11 septembrie: Prințul Frederic de Hesse, Landgraf de Hesse-Cassel (d. 1837)

## Decese
- 19 martie: Catherine Opalińska, 66 ani, regină a Poloniei (n. 1680)
- 7 aprilie: Leopold I, Prinț de Anhalt-Dessau, 70 ani (n. 1676)
- 3 septembrie: Christine Louise de Oettingen-Oettingen, 76 ani, bunica maternă a împărătesei Maria Tereza a Austriei (n. 1671)
- 17 noiembrie: Alain-René Lesage (Le Sage), 79 ani, prozator și dramaturg francez (n. 1668)
- 28 noiembrie: Karl Leopold, Duce de Mecklenburg, 69 ani (n. 1678)